# Abraham Cantú
Abraham Juan Cantú (Monterrey, México; 24 de noviembre de 1896-Atlanta, Georgia; 27 de agosto de 1949), también conocido como profesor Tucan, fue un ilusionista vodevil mexicano. Conocido por ser el creador de la magia con palomas, un acto donde se hacía aparecer aves en general, que inspiró a otros ilusionistas como Channing Pollock y Johnny Thompson. Debido a su popularidad se presentó en teatros y clubes de Estados Unidos, México y Europa. También actuó en la película Politiquerías (1931), la versión en español de la cinta de El Gordo y el Flaco Chickens Come Home.
Falleció en un accidente automovilístico cuando se dirigía a una presentación en Morgantown, Virginia Occidental. Aunque al principio existía un rumor sobre su muerte posteriormente se confirmó su deceso, una noticia que causó conmoción en su momento. Debido a su trayectoria en el mundo de la magia fue incluido en el museo del Salón de la Fama de la Sociedad Estadounidense de Magos.

## Origen
Abraham Juan Cantú nació en Monterrey, México el 24 de noviembre de 1896. Sus padres fueron Abraham R. Cantú y Leonor Garza, naturales de Monterrey, la pareja tuvo cinco hijos, y él fue el tercero. Su nombre de nacimiento completo era Abraham Juan Cantú Garza, tuvo el mismo nombre de su padre. Se crio en México y no desarrolló ningún interés por la magia en su juventud, durante la Primera Guerra Mundial su familia se encontraba residiendo en San Antonio, Texas y ahí comenzó a trabajar como barbero. Luego se mudó a Los Ángeles, California, donde vivió cerca al Puerto de Los Ángeles.
En Los Ángeles conoció al mago Len O. Gunn, quién le invitó a unirse a Los Angeles Society of Magicians. Juntos aprendieron trucos de magia con un libro, y en 1925 hizo su primer acto de magia. En una de las reuniones de la sociedad ganó un premio al realizar un truco. Cuando su padre murió sufrió bastante ya que era muy apegado a su progenitor, recuerda Gunn en una entrevista que en el funeral fue el único estadounidense y todos eran latinos. A los 42 años se naturalizó estadounidense, aunque siempre afirmó solo ser mexicano.

## Actuaciones

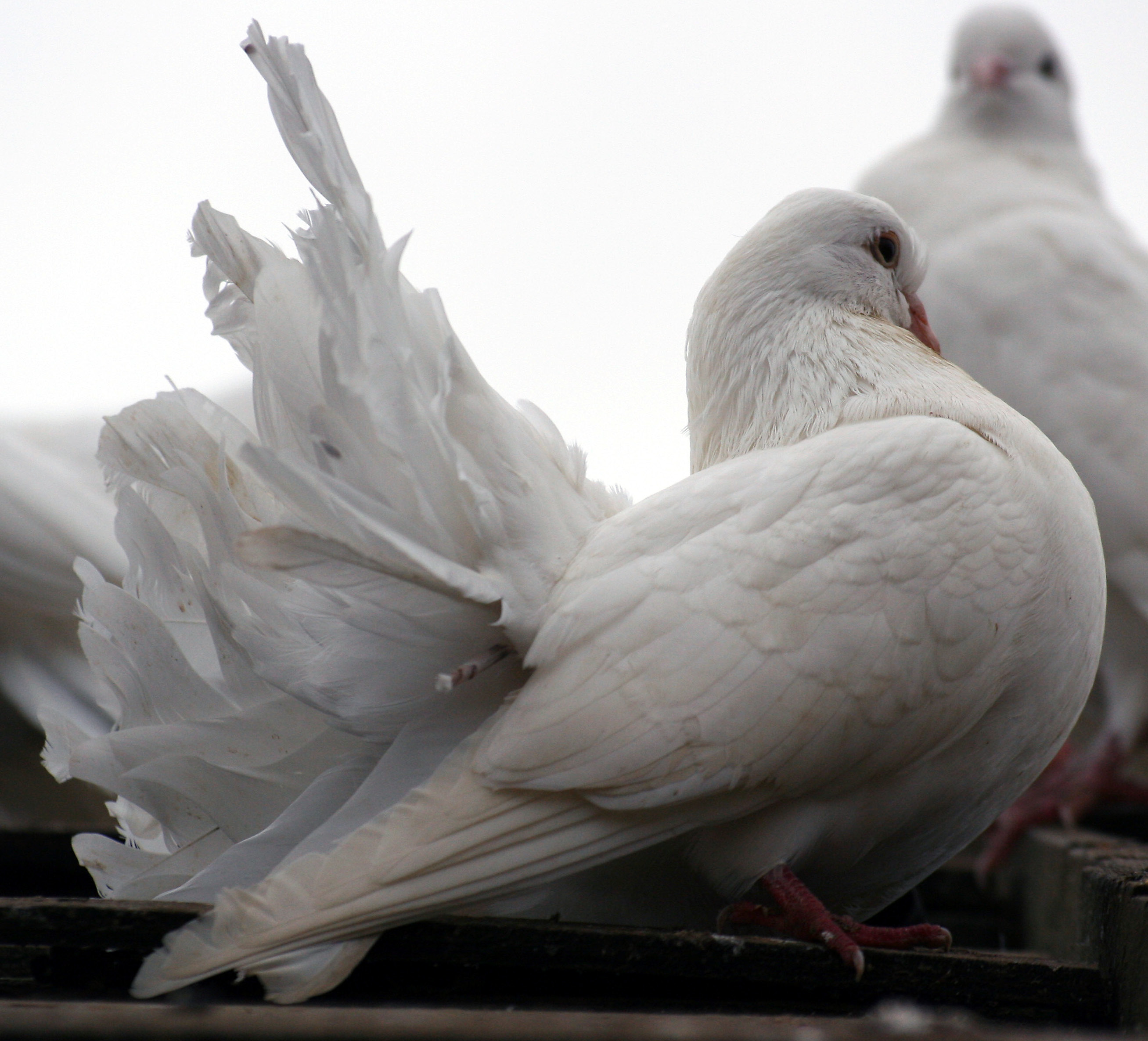
Cantú fue el inventor de la magia con palomas, un acto donde se hacía aparecer aves en general.

Cantú tuvo presentaciones en teatros y clubes de Estados Unidos, México, Inglaterra, Irlanda y Francia. Se vestía con un traje elegante o de charro durante sus espectáculos. En su país natal, debido a que su apellido era muy común decidió intercambiar las sílabas y se llamó «profesor Tucan».
Mientras hacía sus actos se tocaba la canción «La paloma». El 20 de julio de 1939 debutó en Londres, en el Grosvenor House Cabaret, como reemplazo de Ruth y Billy Ambrose. Luego de que estalló la Segunda Guerra Mundial tuvo que volver a Estados Unidos, y durante un período de descanso, creó y perfeccionó su técnica de producción de aves, por lo que fue contratado en el club Leon & Eddie's de Nueva York, durante cuatro noches fue el artista más exitoso del local, una de sus actuaciones la vio el periodista, Walter Winchell, quien elogió su rutina lo que permitió al ilusionista contratos en otras localidades.
El escritor de la revista Billboard, Johnny Sfppel, criticó la rutina de Cantú. Aunque aceptó que la presentación fue «entretenida» al principio, luego «careció de chispa» y el artista solo se concentró en la «producción de palomas de las bufandas», también rechazó el atuendo del ilusionista y lo tildó de «gay mexicano».

## Apariciones en medios

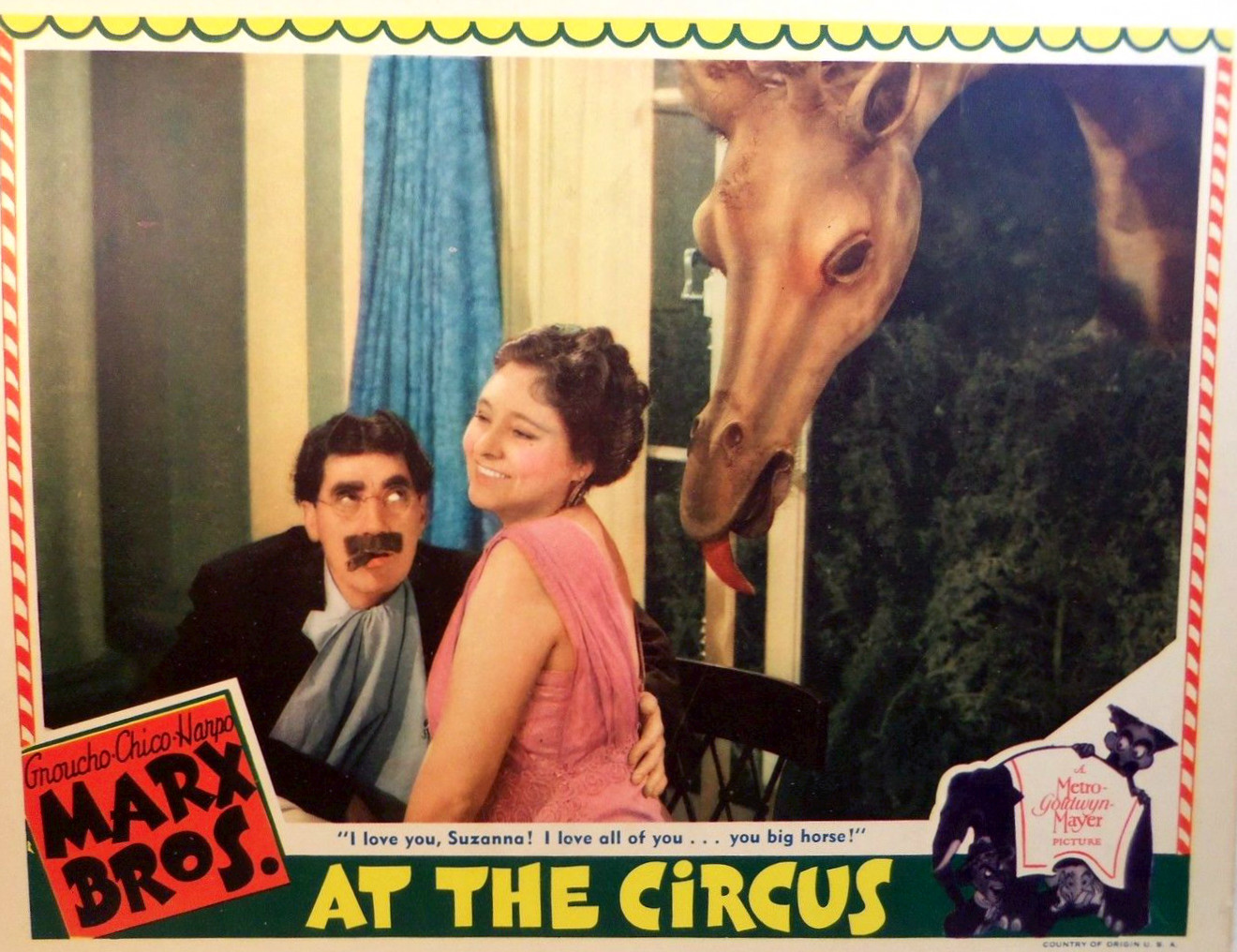
Cantú fue asesor técnico de la película Una tarde en el circo de los hermanos Marx, aunque no se le dio créditos por este trabajo.

Apareció en la película Politiquerías (1931), la versión extendida en español de Chickens Come Home de El Gordo y el Flaco. En la cinta interpretó a un mago durante la fiesta. Fue asesor técnico del filme Una tarde en el circo (1939) de los hermanos Marx, aunque no obtuvo créditos por este trabajo. Cada vez que lo entrevistaban le preguntaban si «¿[era] español?» a lo que el artista respondía «no, soy mexicano». Siempre se sintió orgulloso de sus raíces por eso en sus presentaciones usaba trajes de charro muy coloridos, para representar su nacionalidad. En la prensa algunos adjudicaban su éxito debido a su manera de vestir y sus rasgos latinos. En 1944 estuvo en la portada de la revista The Sphinx, donde se mostró con la vestimenta típica de su país y con sus palomas.

## Fallecimiento
Falleció el 27 de agosto de 1949 en un accidente automovilístico, cuando se dirigía a un compromiso en Morgantown, Virginia Occidental. El primero en informar de la noticia fue el ilusionista Martin Barnett quién le comentó del rumor al oficial de policía de Kentucky, Lee Allen Estes, durante una reunión de magos. Su repentina muerte causó gran controversia en el mundo vodevil, y hubo personas que no lo podían crear como el comentarista Bill Sachs, que incluso pidió a sus lectores que lo desmientan. Otro que lamentó su muerte fue Gunn quien afirmó que «era [su] mejor amigo» y también lo recordó como «un caballero» y «un hombre inteligente con muchas ideas originales».

## Legado
A Cantú se le considera el creador del Buckle Count, un truco de cartas que le enseñó a Charlie Miller a finales de la década de 1930. Fue el inventor de la magia con palomas, donde producía aves de pañuelos, sombreros y otros objetos, algo que inspiró a otros ilusionistas como Channing Pollock y Johnny Thompson que lo adaptaron a sus espectáculos. Channing dijo que se inspiró en Cantú luego de verlo realizar su acto de palomas a finales de la década de 1940, probablemente un año antes de su muerte. Por su trayectoria y su legado en el mundo de la magia fue incluido en el museo del Salón de la Fama de la Sociedad Estadounidense de Magos.